# Dactylorhiza osmanica
Dactylorhiza osmanica är en orkidéart som först beskrevs av Johannes Christoph Klinge, och fick sitt nu gällande namn av Peter Francis Hunt och Victor Samuel Summerhayes. Dactylorhiza osmanica ingår i Handnyckelsläktet som ingår i familjen orkidéer.

## Underarter
Arten delas in i följande underarter:
- D. o. anatolica
- D. o. osmanica